# Melchora Herrero
Melchora Herrero y Ayora (Villarluengo, 1875-Madrid, 1933) fue una escritora y profesora española.

## Biografía
Nació en la localidad turolense de Villarluengo en 1875. Pedagoga, entre sus obras se encontraron títulos como El arte de las labores útiles y artísticas y sus aplicaciones á los usos más corrientes del hogar, El jardín de las mujeres, novela pedagógica, Para las mujeres, reflexiones y consejos, Para los niños, Cuentos de la aldea (1907) y Enseñanzas del hogar. Falleció en 1933 en Madrid.